# استان شیزوئوکا
استان شیزوئوکا (静岡県 Shizuoka-ken) یکی از استان‌های ژاپن است که در منطقهٔ چوبو، جزیرهٔ هونشو قرار گرفته است. استان شیزوئوکا تا تاریخ سپتامبر ۲۰۲۳ جمعیت ۳٬۵۵۵٬۸۱۸ نفر و مساحت ۷٬۷۷۷٫۴۲ کیلومتر مربع (۳٬۰۰۲٫۸۸ مایل مربع) دارد. استان شیزوئوکا از شرق با استان کاناگاوا، از شمال شرق با استان یاماناشی، از شمال با استان ناگانو و از غرب با استان آیچی همسایه است.
شیزوئوکا مرکز استان و هاماماتسو بزرگ‌ترین شهر آن است. دیگر شهرهای بزرگ این استان عبارتند از: فوجی، نومازو و ایواتا. استان شیزوئوکا در کنار اقیانوس آرام قرار گرفته و دارای خلیج سوروگا بوده که توسط شبه‌جزیره ایزو تشکیل شده است. دریاچه هامانا که یکی از بزرگ‌ترین دریاچه‌های ژاپن می‌باشد نیز در این استان واقع شده است. کوه فوجی، بلندترین آتشفشان ژاپن و نماد فرهنگی این کشور، نیز در مرز این استان با استان یاماناشی قرار گرفته است. استان شیزوئوکا به عنوان محل تأسیس هوندا، سوزوکی و یاماها میراث قابل توجهی در زمینهٔ وسایل نقلیهٔ موتوری دارد. پیست مسابقهٔ فوجی اسپیدوی نیز در این استان واقع می‌باشد.

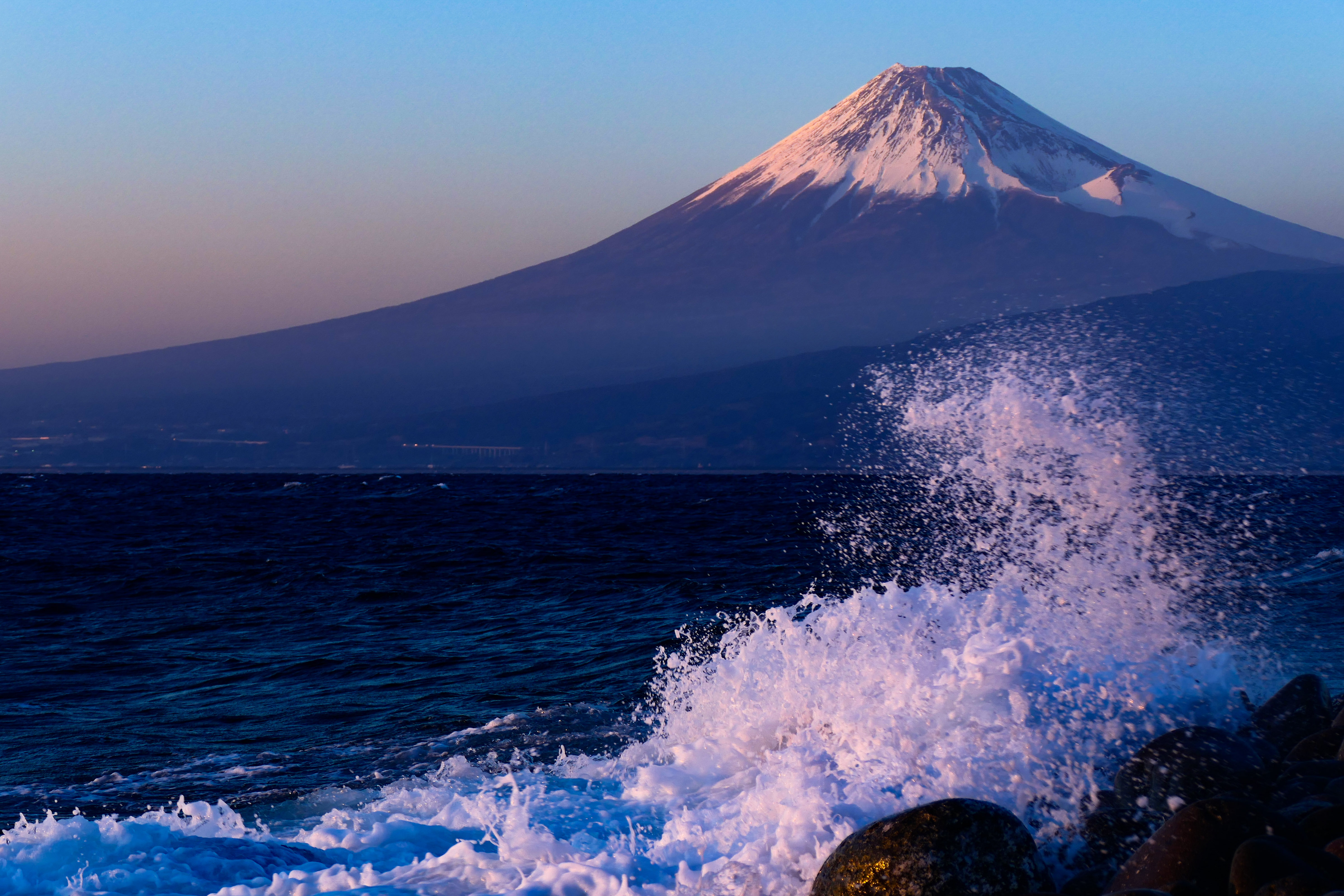
نمایی از کوه فوجی از نومازو

## کوه‌های استان
- کوه فوجی
- کوه‌های هاکونه
- کوه آمازا
- کوه آکائی شیداکه

## نگارخانه

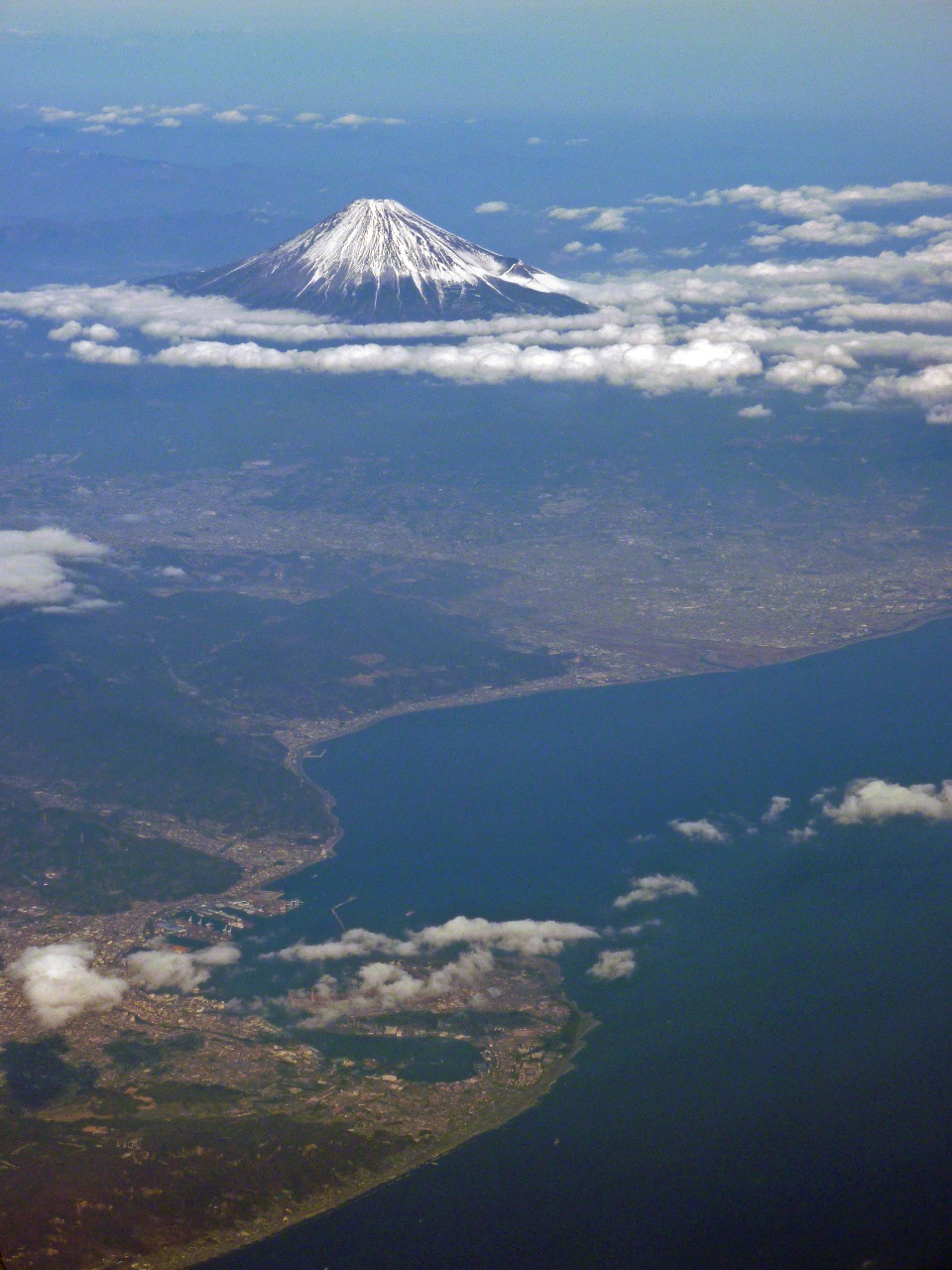
کوه فوجی در استان شیزوئوکا.
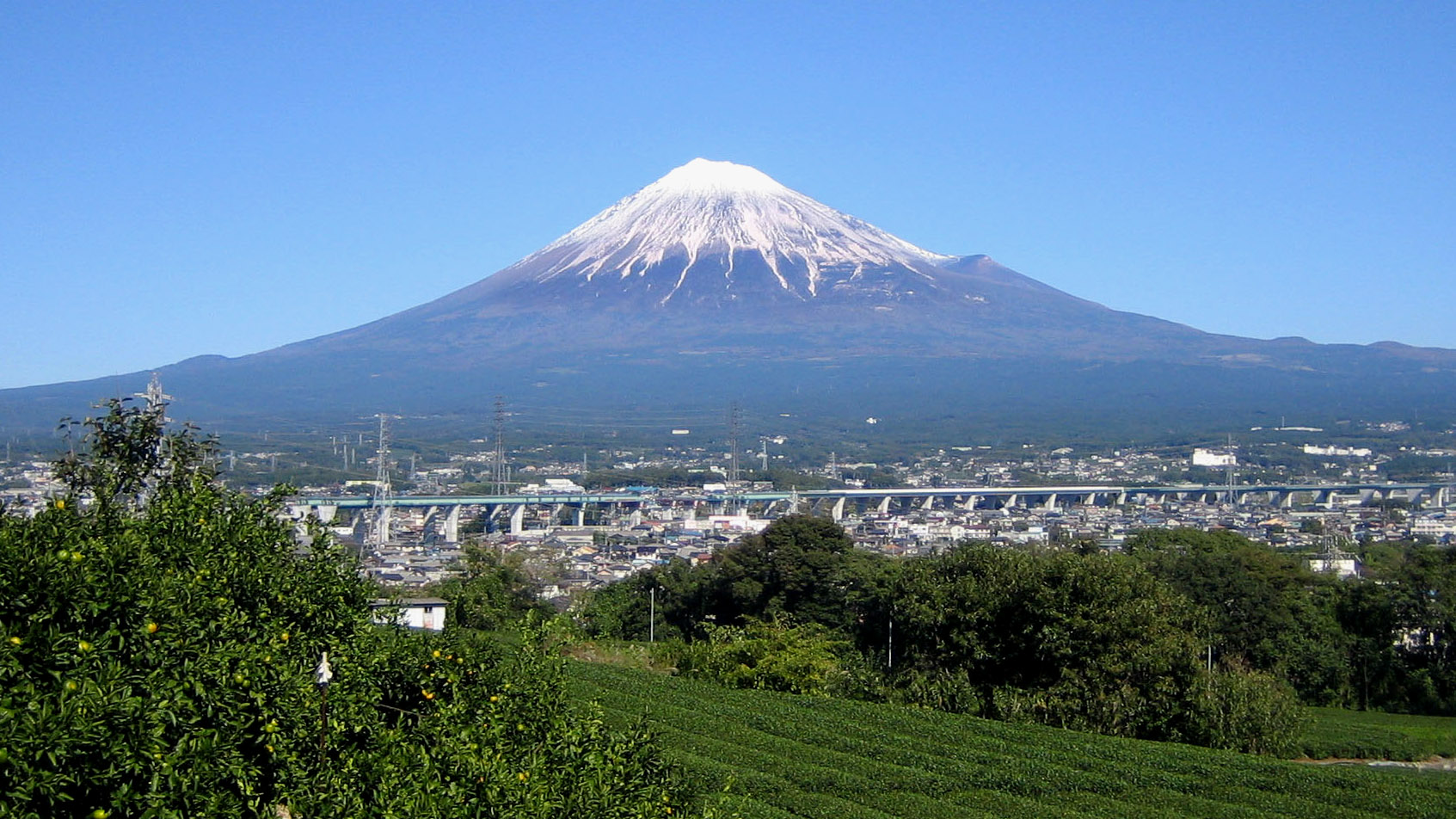
کوه فوجی از نقطهٔ دید شهر فوجی .